# Sagartië
Sagartië (Latijnse transcriptie: Sagartia) was een Perzische satrapie die  gelegen was ten oosten van Persis, het thuisland van de Perzen.
Het gebied was relatief rijk, volgens de trap naar het Apadana betaalden de Sagartianen elk jaar 600 zilveren talenten als tribuut aan de Perzische Koning, samen met nog een aantal paarden en textiel.
Sagartië was een Medische provincie toen Cyrus II rond 550 v.Chr. het Medische Rijk overnam. Sagartië kwam dus zonder slag of stoot onder Achaemenidische heerschappij en dat bleef zo totdat Alexander de Grote het gebied overnam.